# Hofflügel

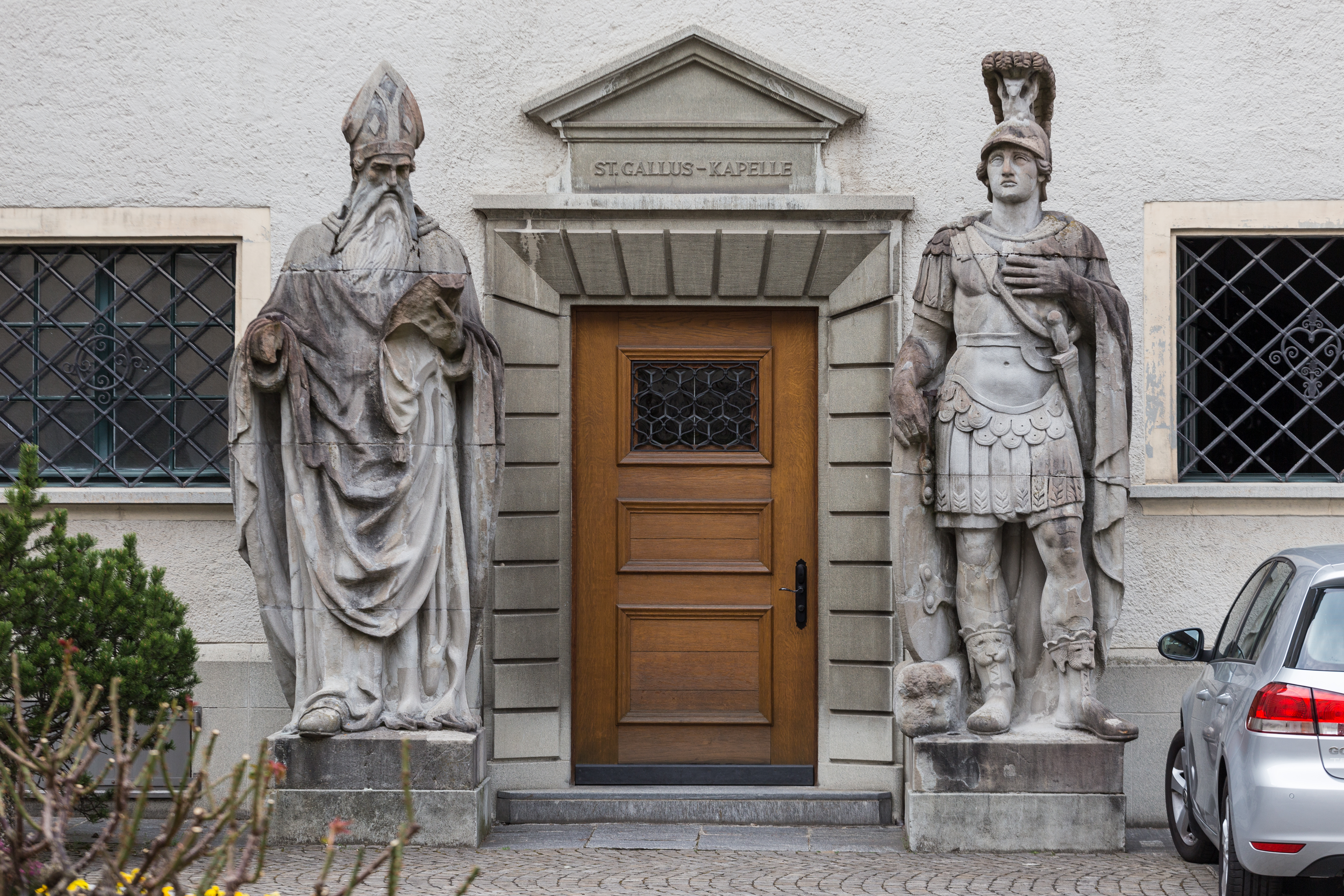
Eingang zur Galluskapelle, flankiert von Desiderius von Vienne und dem heiligen Mauritius

Der Hofflügel dient heute als bischöfliche Residenz des Bistums St. Gallens. Das Bauwerk im Stil des Barock wurde 1666/1667 als Residenz des Abts der Fürstabtei St. Gallen erbaut. Als Teil des Stiftsbezirks wurde das Gebäude 1983 von der UNESCO in das Verzeichnis des schützenswertens Weltkulturerbes aufgenommen.

## Geschichte
An der Stelle des Hofflügels stand früher die erste Sankt Gallus-Kapelle, die 1530 im Zuge der Reformationszeit dem Erdboden gleichgemacht wurde. Die zweite Kapelle wurde 1540 geweiht und im Frühjahr 1666 unter Fürstabt Gallus Alt abgebrochen, um Platz für eine neue Residenz zu schaffen.
Der Hofflügel wurde ab 1666 in der heutigen Form neu erbaut. Er beherbergte nach seiner Fertigstellung die Gemächer des Abts. Die Hofkapelle und die darunterliegende Galluskapelle im Erdgeschoss wurden 1671 geweiht.
In den Jahren 1767 bis 1769 liess sich der Fürstabt die Neue Pfalz als neue standesgemässe Residenz erbauen. Der hundert Jahre ältere Hofflügel wurde zum Südflügel dieser Residenz, während der geplante, gegenüberliegende Nordflügel erst nach Aufhebung von Kloster und Fürstabtei als Zeughaus des Kantons verwirklicht werden konnte. Die Neue Pfalz wurde 1803 Sitz der Regierung des Kantons St. Gallen. Im Jahr 1805 liess diese das Kloster St. Gallen liquidieren. Die Stiftsgebäude kamen in staatlichen Besitz und der Hofflügel wurde an eine Baumwollspinnerei vermietet.
Nach Gründung des Bistums St. Gallen kauften die Katholiken des Kantons St. Gallen 1823 den Hofflügel für eine Summe von 38'000 Gulden zurück. Das Bauwerk wurde bischöfliche Residenz des 1823 gegründeten und seit April 1847 unabhängigen Bistums. Die untere Galluskapelle ist heute Taufkapelle der Dompfarrei.
Unter dem Hofflügel befindet sich der historische Hofkeller, der seit 1998/1999 über ein vom spanischen Architekten Santiago Calatrava gestaltetes Eingangsbauwerk mit dem modernen Pfalzkeller verbunden ist. Beide Keller werden für Veranstaltungen genutzt.

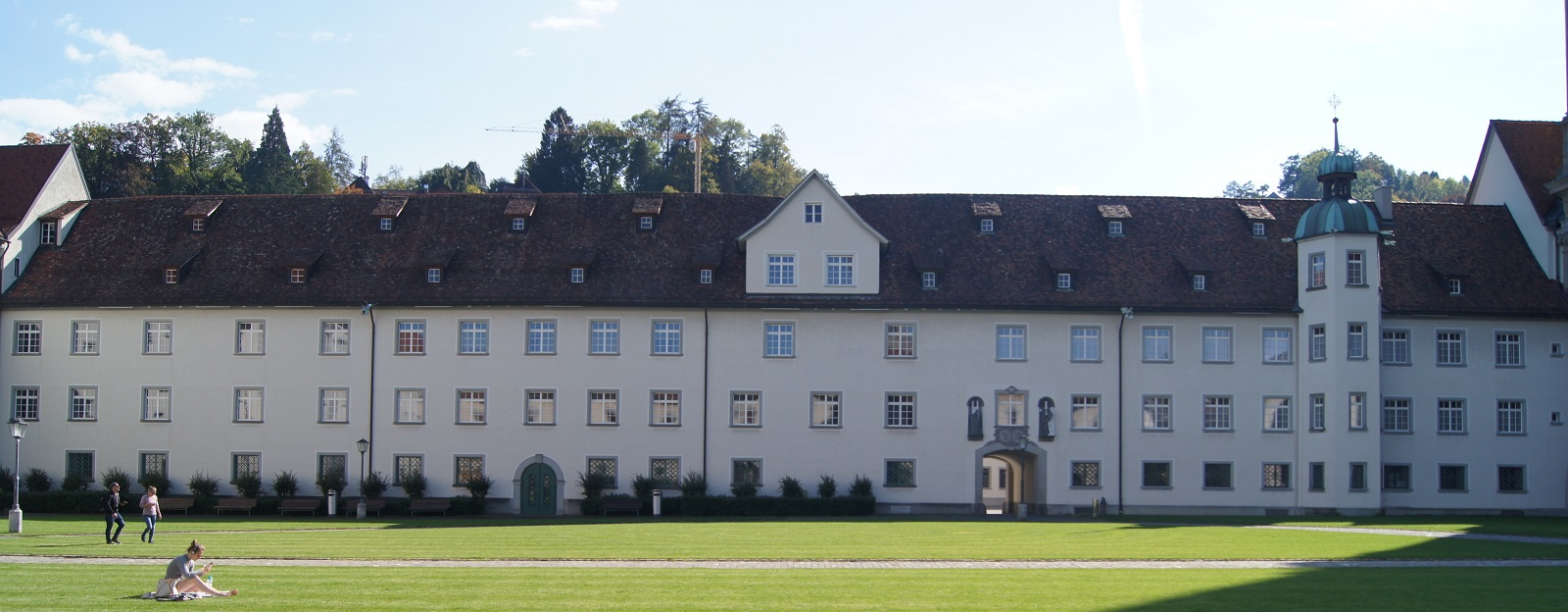
Gesamtansicht von Norden

## Bauwerk
Der Hofflügel ist ein dreigeschossiges, schlichtes Bauwerk mit 22 Fensterachsen. Die Fenstereinfassungen sind nicht geohrt. Im westlichen Bereich befindet sich ein viergeschossiger Turm mit einer Glocke in der Turmhaube. Das einfache Dach wird durch ein einziges Zwerchhaus gegliedert.
Seinen Zugang erhält der Hofkeller mit dem futuristisch ausgestatteten Pfalzkeller durch ein Eingangsbauwerk Calatravas, dessen Metalllamellen bodengleich zusammengefaltet werden können. Dieses befindet sich jedoch vor der neuen Pfalz.